# Euchaetes parazona
Euchaetes parazona là một loài bướm đêm thuộc phân họ Arctiinae, họ Erebidae.